# Latavious Williams
Latavious Bernard Williams (Starkville, 29 marzo 1989) è un cestista statunitense.

## Caratteristiche tecniche
Eccellente atleta, buon rimbalzista e giocatore estremamente energico.

## Carriera
È stato selezionato dai Miami Heat al secondo giro del Draft NBA 2010 (48ª scelta assoluta).

## Palmarès
- Migliore nella percentuale di tiro NBDL (2011)
- Supercoppa spagnola: 1

Valencia: 2017

## Curiosità
È stato il primo giocatore proveniente da un'high school ad essere stato scelto in un draft NBDL.